# Haltbarkeit (Technik)
Die Haltbarkeit (auch Lebensdauer) in der Technik bezeichnet die Zeit, die eine technische Anlage oder ein Gegenstand genutzt werden kann. Es ist also der Zeitraum für den eine Anlage entwickelt wurde. In diesem Zeitraum ist natürlich auch eine Reparatur der Komponente oder Anlage möglich. 

## Lebensdauer und Wartungsintervalle
Um eine Lebensdauervorhersage treffen zu können, sind zunächst die zu erwartenden Einsatzbedingungen zu klären:
- Vorgegebene Einsatzdauer
- Einsatztemperaturen
- mechanische Belastungen
- Medienbeanspruchung
- Strahlungsbeanspruchung.

Vor Erreichen der Lebensdauer sind jedoch häufig Wartungsarbeiten notwendig (time between overhaul, TBO), die aufgrund kürzerer Standzeiten von Maschine, Anlage oder Werkzeug erforderlich werden. Dabei beschreibt die Lebensdauer die Zeit, die diese technische Anlage oder Gegenstand rein theoretisch ununterbrochen, also rund um die Uhr (24 Stunden am Tag, 7 Tage die Woche), genutzt werden kann.
Beispiel: Bei einer Lebensdauer von 8 Jahren geht man davon aus, dass diese Maschine 8 Jahre lang 24 Stunden am Tag ohne den Austausch von Kernkomponenten oder komplettes Versagen genutzt werden kann.
Das Ende der Lebensdauer kann durch verschiedene Ereignisse und Kriterien bestimmt werden:
- Verschleiß oder Ausfall machen eine Weiternutzung unmöglich.
- Der Wartungsaufwand lässt einen weiteren Betrieb nicht sinnvoll erscheinen.
- Die Anlage war von vornherein nur für eine definierte Nutzungsdauer vorgesehen (wie eine Rakete für nur einen Start).

Moderne Anlagen, speziell Maschinen, die in Leichtbauweise hergestellt wurden, sind häufig nur für eine bestimmte Lebensdauer vorgesehen. Bei ihnen sind die Komponenten so ausgelegt, dass die Wahrscheinlichkeit für ihr mechanisches Versagen nach dem Ende der geplanten Lebensdauer sehr stark ansteigt (Badewannenkurve). Wissenschaftliche Erkenntnisse über Werkstoffe und auftretende Belastungen machen bei einigen Standard-Maschinenelementen eine recht genaue Lebensdauerprognose möglich.

## Maße der Lebensdauer
Angaben der Lebensdauer sind objektbezogen, bei technischen Anlagen üblicherweise in Betriebsstunden, bei Bauten in Jahren.
Auch nichtzeitliche Angaben sind möglich: bei Linearführungen, aber auch Automotoren und anderen Fahr- und Flugzeugbauteilen wird die Lebensdauer teilweise auch in Kilometern angegeben, bei Pumpen auch als Fördervolumen (d. h. als über die Zeit integrierte Förderleistung) in Litern oder Kubikmetern.
Weitere Maße im Produktlebenszyklus sind:
- Mean Time To Failure (Mittlere Dauer bis zum Ausfall, MTTF) bezeichnet die mittlere Dauer bis zum Ausfall, auch mittlere Lebensdauer genannt
- Nutzungsdauer.

## Spezielle Fachgebiete

### Geräte- und Anlagenbau
- Gerätelebensdauer
- Betriebsfestigkeit

### Elektronische Bauelemente
Die Lebensdauer {\displaystyle L} (in h) von Bauelementen für die Elektronik ist die Zeit von Beginn einer Beanspruchung bis zum Ausfall eines definierten Prozentsatzes einer Charge eingesetzter Bauelemente. Die Ausfälle können Total- oder Änderungsausfälle sein. Bei Schaltbeanspruchungen (z. B. Relais, Superkondensatoren) wird die Lebensdauer auch in einer Anzahl möglicher Schaltzyklen angegeben.

### Leuchtmittel
Bei Leuchtmitteln wie Leuchtstoffröhren, Glüh- und Halogenlampen wird mit der  „Lebensdauer“  die Zeitspanne angegeben, in der der angegebene Prozentsatz der Leuchtmittel ausgefallen ist.

#### LEDs
Bei LEDs ist aufgrund ihrer langen Lebensdauer die Angabe einer „Lebensdauer“ eher ungeeignet. Die geeigneteren Begriffe „Nutzlebensdauer“ bzw. „Lichtstromerhalt“ beschreiben, um wie viel der Lichtstrom einer LED im angegebenen Zeitraum zurückgeht.
Hierbei wird folgende Nomenklatur verwendet: der L-Wert gibt den relativen Lichtstromerhalt an, gefolgt von einem Buchstaben (B, F, C) mit einer weiteren Zahl, welche die relative Population angibt, bei der erster Wert erfüllt sein muss.
Dabei bedeuten:
- B der Lichtstromerhalt ohne Berücksichtigung von Totalausfällen
- F berücksichtigt die Totalausfälle zusätzlich
- C betrachtet nur die Totalausfälle, wobei hier logischerweise der L-Wert immer 0 ist (z. B. L0/C10 -- hier wären 10 % kaputt).[2]

Typische Werte sind:
- L70/B50 30.000h
- L80/B50 50.000h oder
- L80/B10 50.000h (bei Premium-LEDs).

Eine beispielhafte Lebensdauerangabe von B10 besagt, dass 10 % aller Lampen in der angegebenen Zeit einen Lichtstrom unterhalb des L-Wertes abgeben. Dies bedeutet per definitionem noch nicht den Ausfall der LED; eine (beispielhafte) Nutzlebensdauerangabe von L80 gibt dann den Zeitraum an, in der eine Lampe noch 80 % des angegebenen Lichtstromes besitzt. Die Lebensdauer von LEDs beträgt heute meist mindestens 50.000 Betriebsstunden. Gemeint ist damit der Zeitraum, innerhalb dessen die LEDs im Mittel noch den über den L-Wert definierten Restlichtstrom liefern.
Die Ermittlung der Werte erfolgt über eine Messung nach dem LM-80-Verfahren über einen bestimmten Zeitraum. Der angegebene Zeitraum, z. B. 50.000 h, wird dann mit dem TM-21-Verfahren hochgerechnet. Der angegebene Zeitraum darf maximal das 6-fache des gemessenen Zeitraums betragen.

### Bauwesen
Bei Bauwerken – als bauliche Anlagen eine Untergruppe der technischen Anlagen – ist die Gesamtlebensdauer im Allgemeinen abhängig von der Lebensdauer des Tragwerks. Die Nutzungsdauer ist üblicherweise deutlich kürzer.

### Werkstofftechnik
Maße über die Materialermüdung:
- Zeitfestigkeit, gemessen im  Wöhlerversuch
- Dauerfestigkeit

### Raumfahrt
Lebensdauer meint hier die Verweildauer von Satelliten im Orbit. Sie hängt – abgesehen von der Lebensdauer als Gerät – vom mitgeführten Treibstoff ab: auf niedrigen Orbits ist noch so viel atmosphärische Reibung vorhanden, dass Satelliten regelmäßig auf ihr ursprüngliches Orbit angehoben werden, indem sie beschleunigt werden (Bahnkorrektur).

### Lebensdauerverlängerung von Schweißkonstruktionen
Zyklisch belastete Schweißkonstruktionen werden zur Verlängerung der Lebensdauer häufig einer Schweißnaht-Nachbehandlung unterzogen.